# Beni Ider
Beni Ider (en árabe: بني يدر‎, en francés: Bni Ider) es un municipio marroquí en la región de Tánger-Tetuán-Alhucemas. Desde 1912 hasta 1956 perteneció a la zona norte del Protectorado español de Marruecos.